# Eichenlinsengallwespe
Die Eichenlinsengallwespe (Neuroterus quercusbaccarum) ist eine Art der Gallwespen (Cynipidae). Sie lebt überwiegend in Europa und Nordamerika und entwickelt sich wie die meisten Gallwespen an Eichen, wobei sie typische Gallen an der Unterseite der Eichenblätter bildet. Die Art weist einen Generationswechsel auf. In ihrem Lebenszyklus gibt es zwei unterschiedliche Generationen, deren Gallen sich stark voneinander unterscheiden.

## Merkmale
Adulte Gallwespen sind schwarz gefärbt, wobei der Vorderkörper dunkler als der seitlich abgeflachte Hinterleib ist. Sie haben gelbe Beine und transparente Flügel mit reduzierter Aderung. Die geschlechtliche Generation erreicht Körperlängen von 2,5–2,9 mm, die Weibchen der ungeschlechtlichen Generation Körperlängen von 2,5–2,8 mm. Die Weibchen der asexuellen Generation findet man von März bis Mai, die männlichen und weiblichen Wespen der geschlechtlichen Generation von Juni bis August.
Die Gallen können in zwei unterschiedlichen Formen vorliegen: Im Herbst findet man bräunliche, flache, kurz behaarte Linsengallen an der Unterseite von Eichenblättern. Diese haben einen Durchmesser von etwa 4 bis 6 mm. Die Behaarung ist von roter Farbe. Auf der Blattoberseite sind die Ansatzstellen dieser Gallen anhand kleiner, gelber Punkte recht gut erkennbar. In jeder Galle befindet sich eine einzelne Larve. Die im Frühling zu findenden, runden Kugelgallen haben einen Durchmesser von 5 bis 7 mm. Sie sind anfangs grün gefärbt, können sich später aber rötlich-braun verfärben.

## Verbreitung und Lebensraum
Die Art ist in weiten Teilen Europas verbreitet. Sie fehlt lediglich in den nördlichen und zentralen Gebieten Skandinaviens, im nördlichen Teil des europäischen Russlands und im südlichen Italien. In den übrigen Gebieten kommt sie nicht flächendeckend vor, ist aber wie die Eichen in den meisten Gebieten vertreten. Über Europa hinaus lebt die Art in der Türkei, auf Zypern und in asiatischen Regionen des Kaukasus, sowie in Nordamerika. Hier lebt die Art in den östlichen Grenzgebieten zwischen den Vereinigten Staaten und Kanada. Es gibt auch Berichte über Vorkommen in Nordafrika.
Da die Art an das Vorkommen von Eichen gebunden ist, bewohnt sie Lebensräume mit größeren Eichen-Vorkommen, bevorzugt Eichenwälder und Eichen-Mischwälder, aber auch Gärten, Parks und andere Lebensräume. 

## Lebensweise
Aus den flachen Linsengallen auf der Unterseite der Blätter schlüpfen im März Weibchen, die sich parthenogenetisch, also ungeschlechtlich, fortpflanzen und ihre Eier in die männlichen Blüten (Kätzchen) der Eichen legen, manchmal aber auch an der Unterseite von Blättern. Die Larven erzeugen hier Kugelgallen, in denen sie bis in den Frühsommer fressen. Aus den Puppen schlüpfen etwa im Juni Männchen und Weibchen. Nach der Begattung legen die Weibchen ihre Eier auf der Blattunterseite von Eichenblättern, wo dann ab Juli die scheibenförmigen Linsengallen entstehen. Davon können sich bis zu 100 an einem einzelnen Blatt befinden. Diese Linsengallen fallen im Herbst mit den Blättern zu Boden und die Larven überwintern in ihren Gallen an den heruntergefallenen Blättern. 
Bekannte heimische Wirtsarten von Neuroterus quercusbaccarum sind die Stieleiche und die Traubeneiche. In Südeuropa wurde sie auch an der Flaumeiche, der Kork-Eiche und der Ungarischen Eiche beobachtet. Adulte Individuen ernähren sich von Nektar, die Larven von Pflanzengewebe. Die am Boden liegenden Gallen werden von manchen bodenlebenden Vögeln gefressen, die Gallen an den Blättern von verschiedenen anderen Insektenarten parasitiert, wobei die Gallen an den Kätzchen seltener befallen werden als diejenigen an den Blättern.

## Taxonomie
Die Erstbeschreibung unter dem Namen Cynips quercusbaccarum wurde 1758 durch Carl von Linné in Systema naturae veröffentlicht. Der gültige wissenschaftliche Name ist Neuroterus quercusbaccarum. Darüber hinaus finden sich in der Literatur verschiedene Synonyme, unter anderem Neuroterus baccarum Linnaeus 1758, Cynips baccarum Blanchard 1849, Diplolepis flavipes Fourcroy 1785, Diplolepis gallaenticulatae Anthoine 1794 und Cynips quercuspedunculi Linnaeus 1758. Auch Falschschreibungen wie Neuroterus quercus-baccharum sind manchmal zu finden.

## Bilder

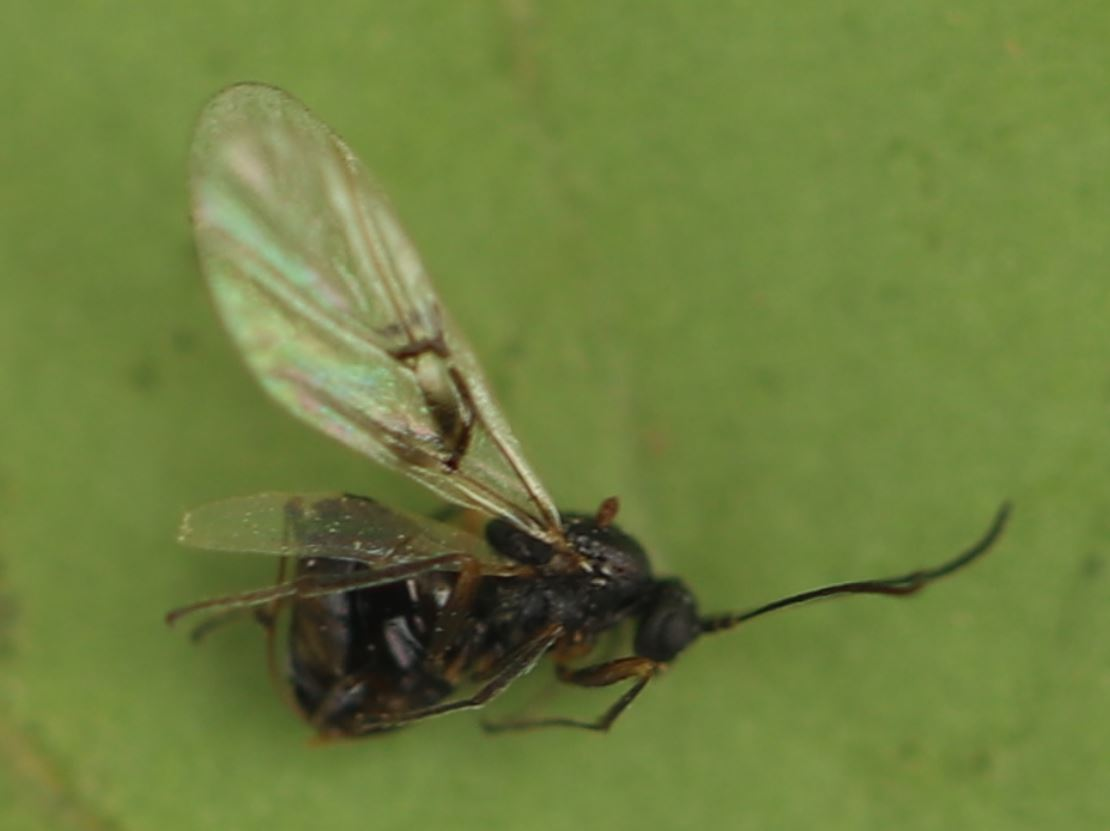
Imago der ungeschlechtlichen Generation
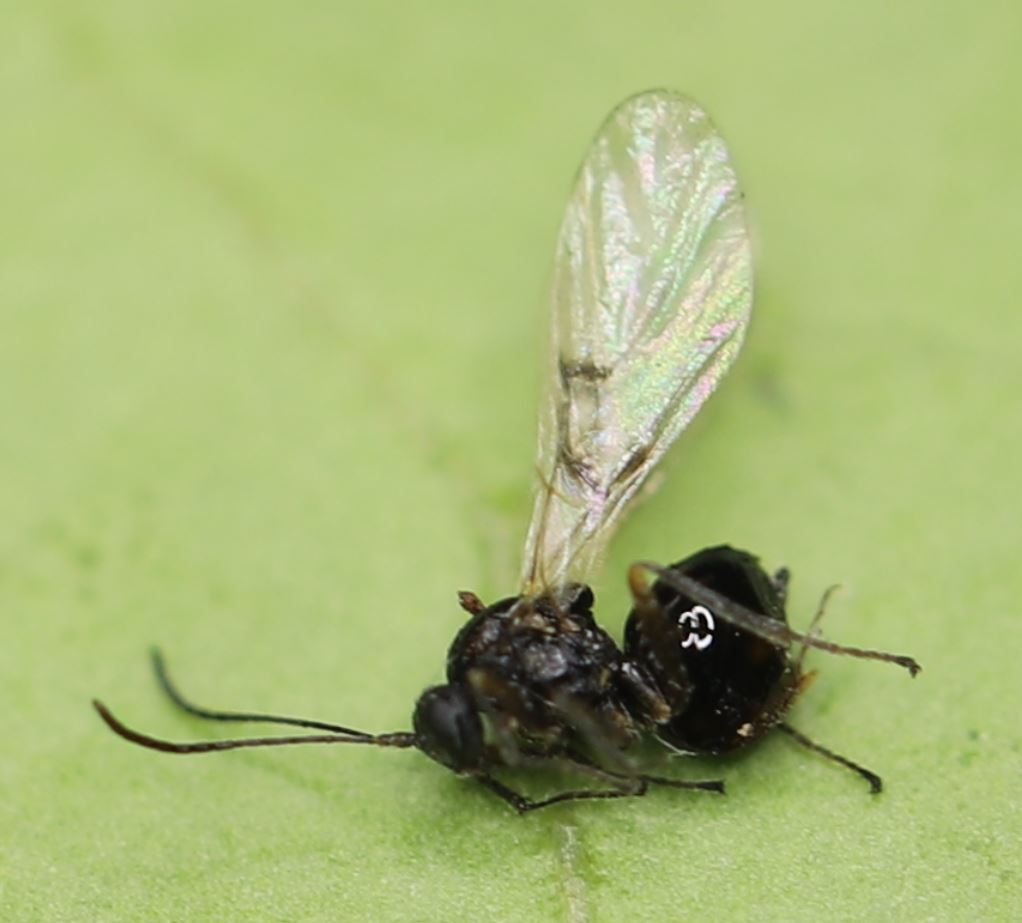
Imago der ungeschlechtlichen Generation, Flügeladerung besser erkennbar
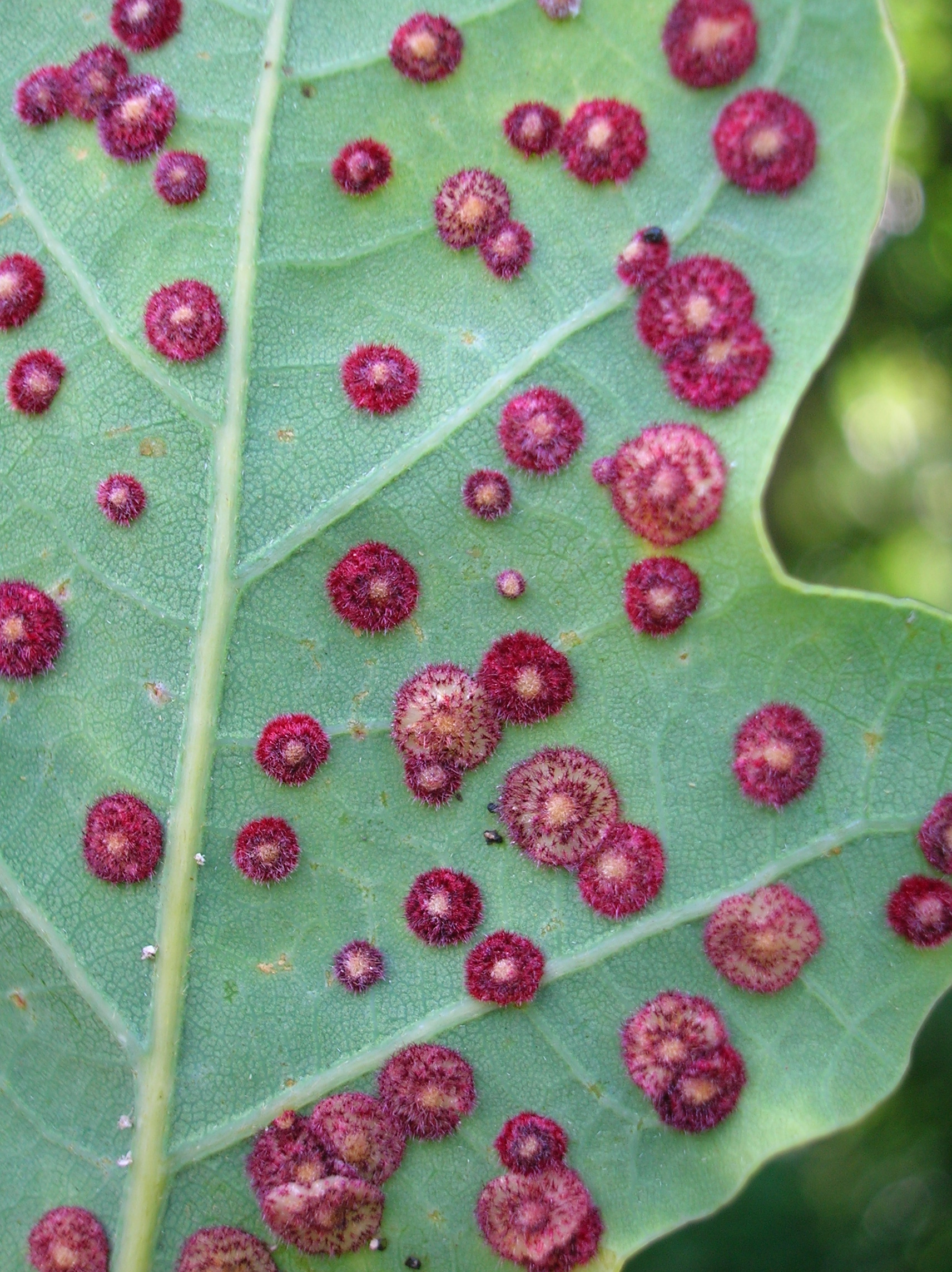
Gallen der ungeschlechtlichen Generation auf der Unterseite eines Eichenblattes
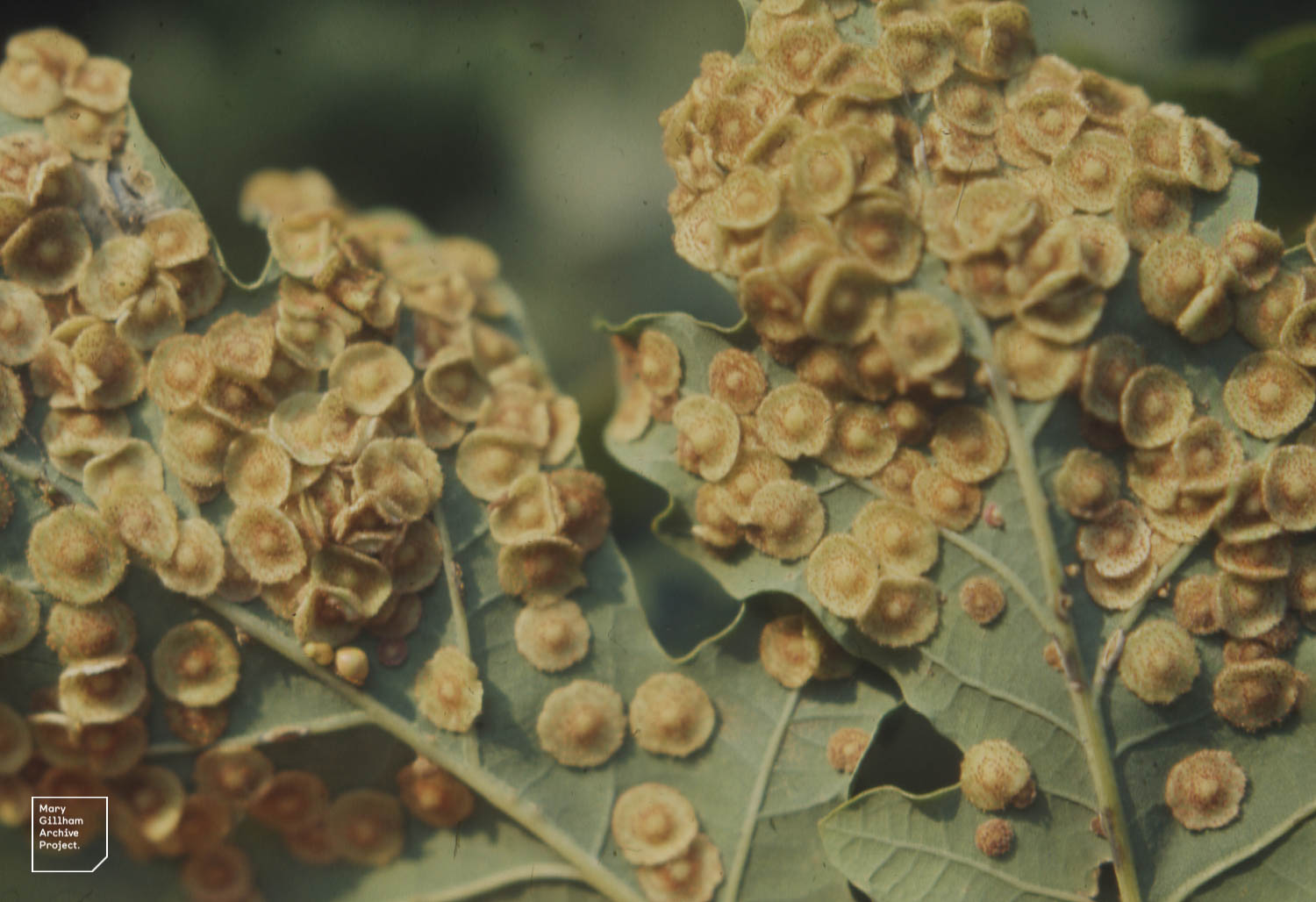
Massenauftreten der Linsengallen der ungeschlechtlichen Generation
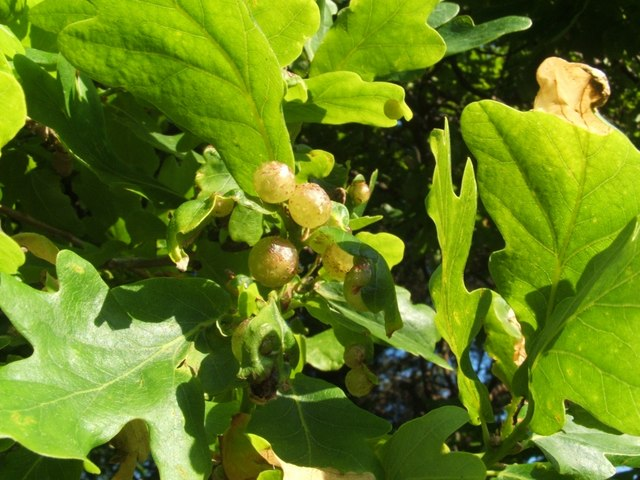
Kugelgallen der geschlechtlichen Generation
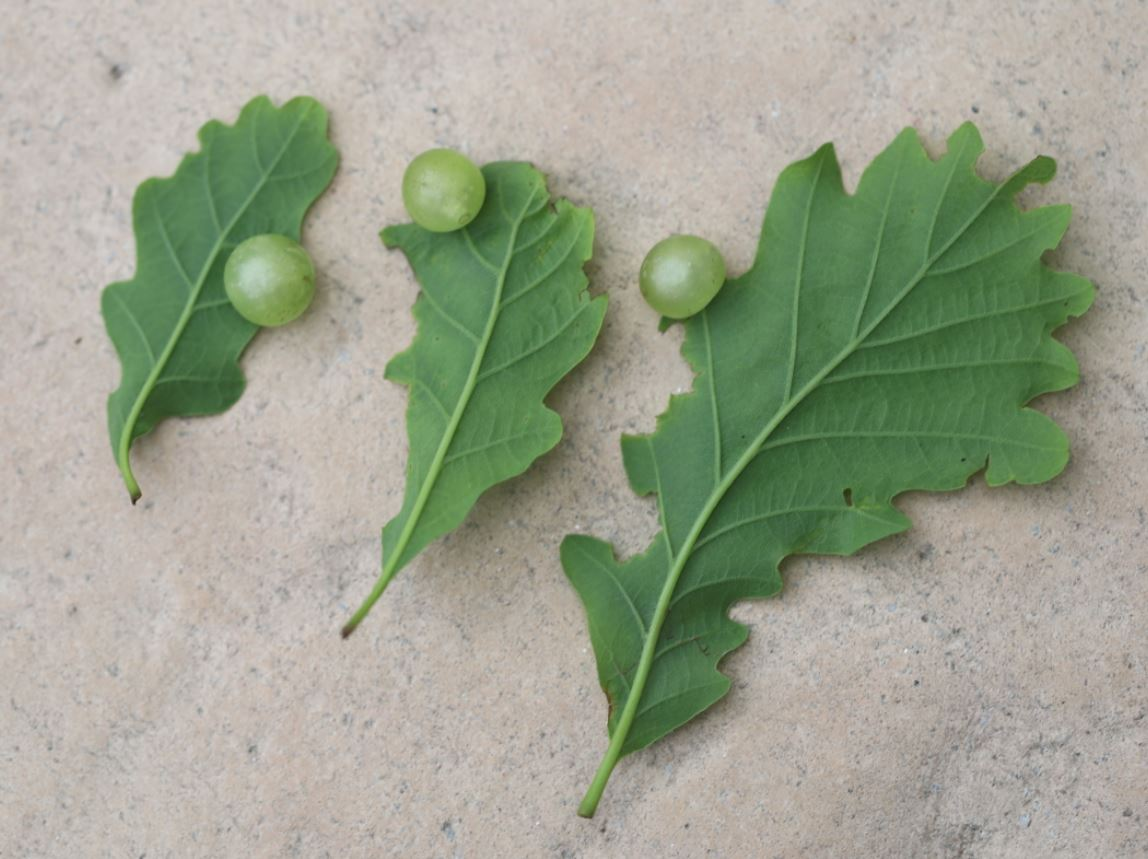
Kugelgallen der geschlechtlichen Generation, am 20. Mai in der Schwetzinger Hardt
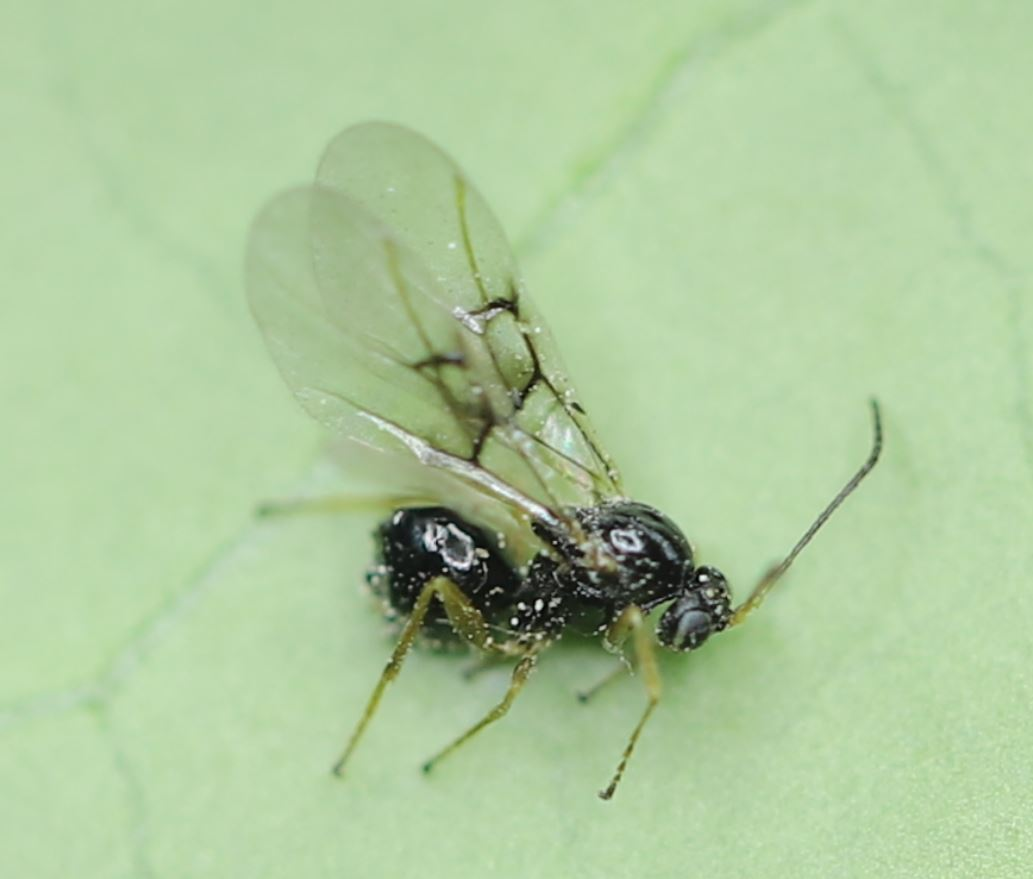
Imago der geschlechtlichen Generation
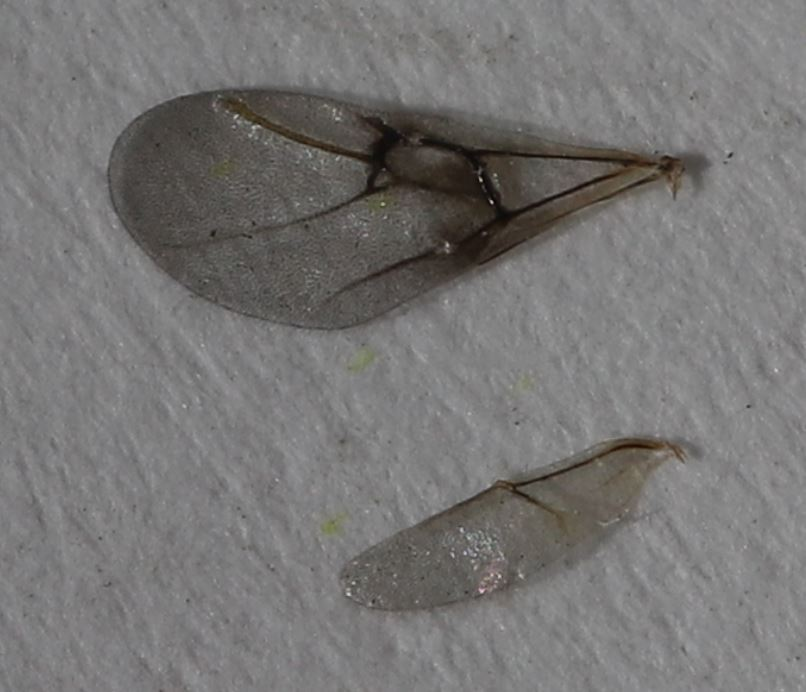
Flügel einer Gallwespe (geschlechtliche Generation)